# Tous Aux Cèpes
Empalot es un proyecto que se formó en Bayona, Francia, en 1998 de la mano de miembros de Gojira. Entre su formación se encuentran Laurentx al saxo, Joe Duplantier a la voz y la guitarra, acompañándole también en las vocales Stéphane Chateneuf, Christian Maisonnave en la percusión y Mario Duplantier en la batería.
Su único disco, Tous aux Cèpes fue grabado en el estudio Arema de Burdeos, producido por Gabriel Editions, en el mismo sello creado por la familia Gojira. Se puede comparar a otras bandas similares como Psykup, Trepalium o Gronibard y es inevitable encontrar la impronta de Gojira en algunos temas.

## Canciones
1. "Chez Evelyne" − 2:58
2. "La Trappe de Especial" − 5:38
3. "Jeannot" − 5:03
4. "Mañassé" − 5:12
5. "Le Bol" − 1:02
6. "Ua 2" − 5:00
7. "Faisez la Bagarre" − 1:47
8. "π KK" − 4:06
9. "Mister Inconvenient" − 3:05
10. "Caravan Man" − 1:43
11. "Dru" − 4:09

## Personal
- Joe Duplantier – voz, guitarra
- Mario Duplantier – batería
- Stéphane Chateauneuf – voz
- Laurentx – saxofón
- Christian Maisonnave − percusión
- Monsieur Dru − pose estática, danza[2]